# Piktogram

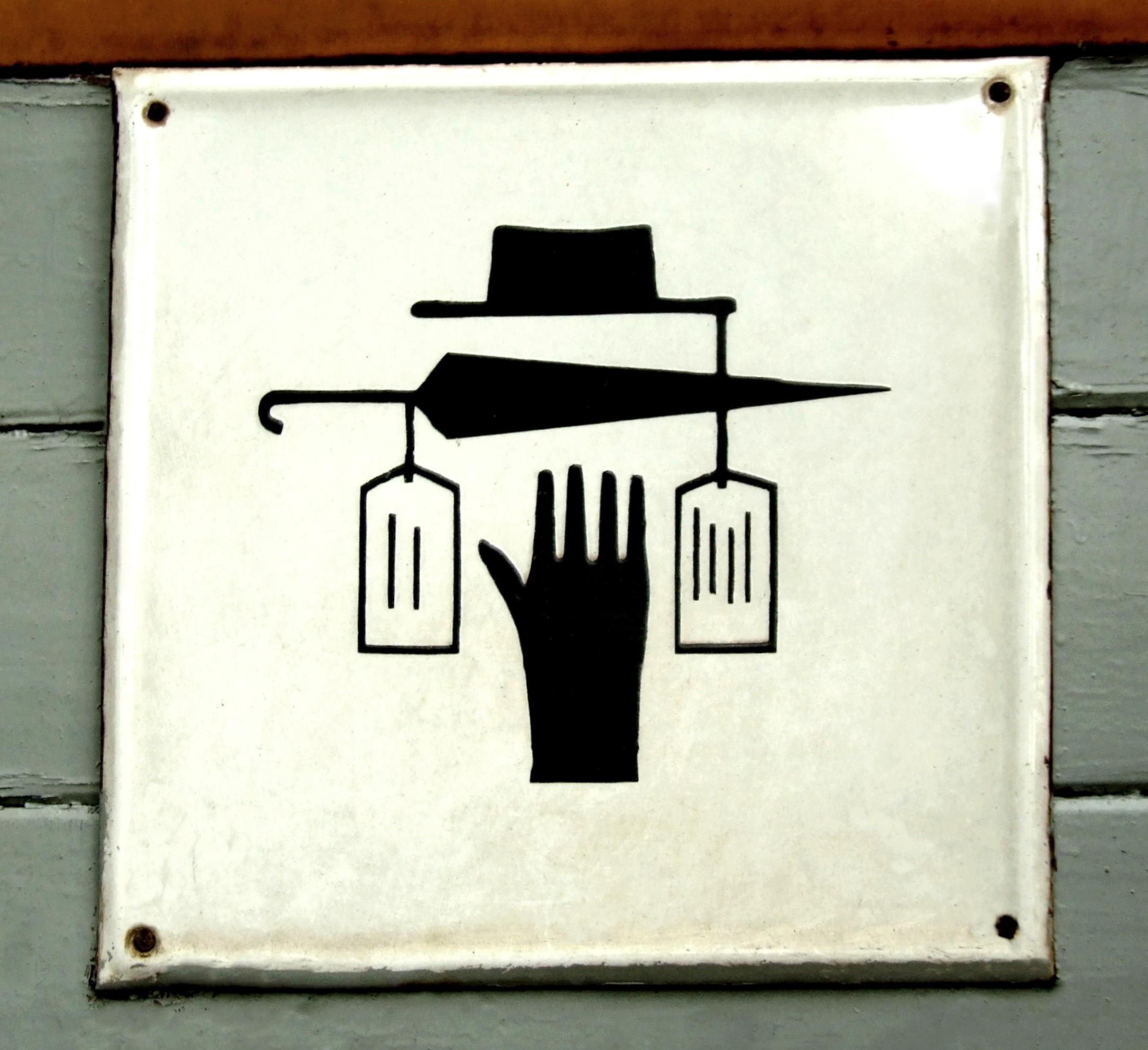
Biuro Rzeczy Znalezionych – piktogram

Piktogram (łac. pictus — „narysowany” i stgr. γράμμα grámma — „pismo”) – przedstawienie pojęcia (opisywanego wyrazem bądź równoważnikiem zdania) za pomocą obrazka w oderwaniu od zapisu. Piktogramami są np. hieroglify, znaki drogowe i ostrzegawcze, oznaczenia przeciwpożarowe. Formą piktogramu jest również ideogram.
Piktogram pełni ważną funkcję w komunikacji niewerbalnej. Dzięki zastąpieniu słowa pisanego elementem graficznym zwiększono czytelność przekazu oraz ominięto barierę językową. Użycie piktogramów ułatwia też wspomaganie mowy osób upośledzonych i z trudnościami w porozumiewaniu się.

## Historia
W pradziejach zaczęto stosować piktogramy początkowo jeszcze nie jako system pisma lecz do np. zapisów mnemotechnicznych. Znamy piktogramy m.in. z kultury amrańskiej (Egipt), z warstwy Uruk IVa (Sumer), elamickie (Suzjana) czy luwijskie. Za protopismo (pismo protosynajskie) uważa się symbole kultury Vinča.